# Parque nacional de Akanda
El Parque nacional de Akanda (en francés: Parc National d'Akanda) es uno de los 13 parques nacionales en Gabón creado en 2002 por el presidente Omar Bongo, tras un estudio de dos años. Está ubicado en el noreste del país, cerca de Libreville, con costa a lo largo de las bahías Mondah y Corisco.
El parque nacional está compuesto principalmente de hábitats con manglares y playas de la marea. Gabón tiene sólo el 2,5% del total de los manglares en África, pero Akanda junto con el cercano Parque nacional de Pongara comprenden el 25% del total de manglares protegidos en el continente.